# Stictochironomus devinctus
Stictochironomus devinctus är en tvåvingeart som först beskrevs av Thomas Say 1829.  Stictochironomus devinctus ingår i släktet Stictochironomus och familjen fjädermyggor. Inga underarter finns listade i Catalogue of Life.